# Taenaris barbata
Taenaris barbata är en fjärilsart som beskrevs av Kirby 1889. Taenaris barbata ingår i släktet Taenaris och familjen praktfjärilar. Inga underarter finns listade i Catalogue of Life.